# کجایید ای شهیدان خدایی
کُجایید اِی شَهیدانِ خُدایی نام یک قطعه موسیقی از ساخته‌های هوشنگ کامکار با غزلی از مولانا و خوانندگی بیژن کامکار است.

## تاریخچه
این قطعه در سال ۱۳۵۸ توسط هوشنگ کامکار بر اساس شعری از «مولوی» ساخته و برای خواننده، گروه کر و ارکستر سمفونیک تنظیم شده‌است.
اولین اجرا و ضبط این اثر توسط ارکستر سمفونیک تهران به رهبری «حشمت سنجری» در استودیو بل و به خوانندگی بیژن کامکار انجام شده‌است. در سال ۱۳۶۰ این اثر با صدای «شهرام ناظری» اجرا و ضبط شد.
هوشنگ کامکار دربارهٔ ساخت این قطعه گفته‌است: «این اثر اوایل انقلاب اسلامی و با توجه به آن فضا ساخته شد. شعری از مولانا را برای این کار انتخاب کردم که اتفاق ویژه‌ای هم بود. این کار را برای دل خودم و به خرج خودم ساختم. آن موقع تازه ازدواج کرده بودم و این کار را با هزینه هدیه‌های ازدواجم با ارکستر سمفونیک به رهبری حشمت سنجری در استودیو بِل ضبط کردم.»
این اثر اجراهای مختلفی داشته‌است. در سال ۱۳۹۳ ارکستر موسیقی تهران به رهبری نادر مشایخی این اثر را با خوانندگی عبدالحسین مختاباد اجرا نمود. در سال ۱۳۹۶ گروه کر ارکستر سمفونیک تهران به رهبری شهرداد روحانی در اجرایی مشترک این قطعه را با ارکستر جوانان جهان به رهبری «دامیانا جورانا»، در کلیسای «سانتا ماریا اراچلی» در شهر رم ایتالیا اجرا کرد.
به مناسبت روز بزرگداشت مولانا قطعهٔ جدیدی به نام «شهان آسمانی» بر اساس این اثر توسط بهنود یخچالی ساخته شد. تک‌نواز ویلن این اثر علی جعفری پویان و تک‌نواز ترومپت نیز کیومرث میردادیان با همراهی گروه سازهای زهی بوده‌اند.

## ساختار
این اوراتوریوی ۱۵ دقیقه‌ای در دستگاه ماهور ساخته شده‌است. گرچه این قطعه قبل از جنگ ایران و عراق ساخته شده اما به علت پخش مکرر در زمان جنگ، مضمونی برای کشته‌شدگان جنگ ایران و عراق پیدا کرده‌است.

## حواشی
در سال ۱۳۹۰ هوشنگ کامکار، به جهت پخش بدون اجازه این اثر از صدا و سیمای ایران انتقاد کرد. او در این رابطه گفت: «مسئولان صدا و سیما امروز این اثر را به نام خودشان پخش می‌کنند و اعتنایی به حقوق مادی و معنوی من مؤلف این اثر ندارند و در قبال تمام سال‌هایی که این اثر پخش شده هرگز حق و حقوقی پرداخت نشده‌است»

## متن شعر
| کجایید ای شهیدان خدایی          |  | بلاجویان دشت کربلایی         |
| کجایید ای سبک بالان عاشق        |  | پرنده‌تر ز مرغان هوایی        |
| کجایید ای شهان آسمانی           |  | بدانسته فلک را درگشایی       |
| کجایید ای ز جان و جا رهیده      |  | کسی مر عقل را گوید کجایی     |
| کجایید ای در زندان شکسته        |  | بداده وام داران را رهایی     |
| کجایید ای در مخزن گشاده         |  | کجایید ای نوای بی‌نوایی       |
| در آن بحرید کاین عالم کف او است |  | زمانی بیش دارید آشنایی       |
| کف دریاست صورت‌های عالم          |  | ز کف بگذر اگر اهل صفایی      |
| دلم کف کرد کاین نقش سخن شد      |  | بهل نقش و به دل رو گر ز مایی |
| برآ ای شمس تبریزی ز مشرق        |  | که اصل اصل اصل هر ضیایی      |